# Nußdorfer Straße
Nußdorfer Straße – stacji metra w Wiedniu na Linia U6. Została otwarta 7 października 1989. 
Znajduje się w 9. dzielnicy Wiednia, Alsergrund, przy granicy z dzielnicą 18. Währing. Położona jest nad Sobieskistraße i Schrottenbachgasse.